# 塘報
塘報，又稱《提塘報》、《驛報》，明朝的新闻传播工具，類似於宋代的《省探》，可用於向內閣反映戰情，另外就是向朝廷傳達捷報，並請求增援。明代朱国祯在《涌潼小品》卷12解释：“今军情紧急走报者。”，“国初有刻期百户所，后该称塘报。塘之取义，未解所谓，其说亦不著。阅马塍《艺花记》云，凡花之蚤放者曰堂花，堂一曰塘，其取之此欤？”
例如「东江塘报」即由當年的援辽都司毛文龍撰寫，用來提供皮島軍情，後由其子毛钰收集。近代學者戈公振最早注意到塘報的存在，他說：“兵部车驾司，于东华门左近，设两机关：一曰马馆，专司夫马；一曰捷报处，收发来去文移，兵部另派武职16员，驻扎各省会，归按察使司管辖，经管该处直接寄京之文报，名曰‘提塘’。此‘塘报’名称之所由来也”。關於晚明的塘報，可參考《東江疏揭塘報節抄》（浙江古籍出版社）一書。
一般来说，兵部塘报主要是用于向阁部反映战役进行及轮输转运等情况，还有就是向朝廷传达捷报以及请求增援。

## 外部連結
- 略论晚明东江塘报